# Benjamin Biolay
Benjamin Biolay, född 20 januari 1973 i Villefranche-sur-Saône, är en fransk skådespelare och sångare.
Biolay har bland annat medverkat i filmen Rosalie. Han har även medverkat i TV-serien Rebecca.

## Filmografi (i urval)
- 2021–2022 – Rebecca (TV-serie)
- 2023 – Rosalie